# Kota Dalam (Sidomulyo)
Kota Dalam is een bestuurslaag in het regentschap Lampung Selatan van de provincie Lampung, Indonesië. Kota Dalam telt 2289 inwoners (volkstelling 2010).